# 幽州东站
幽州东站是原丰沙铁路上的一个小火车站。该站位于河北省张家口市怀来县旧庄窝乡境内，距离北京站84公里，沙城站37公里。
该车站为丰沙铁路1972年增建二线时所设的车站，为下行车站。丰沙铁路自雁翅站至官厅站之间的一线与二线不全是并行前进的，有时两线相距几公里，甚至十几公里，为了便于列车会让，在相应地点增设了一些车站，这些车站均以某某东站或某某西站名之，幽州东站即为其中之一。二线车站运距里程均以一线里程计算，故这几个二线上所增设的车站与起始、终点车站的距离并不是实际上的距离，而是铁路运价计算的距离。
本站建设完成后，由于周围环境恶劣而遭废弃。在丰沙铁路下行线可看到本站的唯一残迹是线路边的一座站牌，站牌上书“幽州站”而非“幽州东站”，且因时日已长，字迹极为模糊。站址位于荒山之中，环境恶劣，杂草丛生，已无月台、房屋等基础设施。